# Kindheitsmuster
Kindheitsmuster ist ein 1976 erschienenes Werk der deutschen Schriftstellerin Christa Wolf. Das Buch hat autobiographische Züge und beschäftigt sich mit Vergangenheitsbewältigung. Die Autorin, die in der DDR lebte und arbeitete, ließ in diesem Werk eine Erzählerin die Suche nach dem „Muster“ deren Kindheit beschreiben; Wolf wies ihren französischen Übersetzer darauf hin, dass das titelgebende Substantiv im Singular steht – es handele sich um das, nicht die Kindheitsmuster. In drei ineinander verwobenen zeitlichen Ebenen erforscht die Erzählerin eine Kindheit während des Hitler-Regimes in der Stadt L., jetzt G., bei der man Wolfs Geburtsort Landsberg an der Warthe in der Neumark, das heute polnische Gorzów Wielkopolski in der Woiwodschaft Lebus, wiedererkennen mag, sowie die Flucht zu Kriegsende und eine Reise im Erwachsenenalter mit Ehemann, Bruder und Tochter im Sommer 1971 von Ost-Berlin in ihre polnische Heimat. Es wird nicht chronologisch (linear) erzählt, stattdessen werden die Erlebnisse der Vergangenheit vergegenwärtigt. Philipp Ther schrieb dazu 1998 in Kritische Studien zur Geschichtswissenschaft, Band 127:

„In der DDR waren Forschungen zur Flucht und Vertreibung der Deutschen von 1944 bis 1950 mit Rücksicht auf die Sowjetunion und die sozialistischen Bruderstaaten vollkommen tabu. Eine bahnbrechende Verletzung dieses Tabus war der Roman ,Kindheitsmuster‘ von Christa Wolf, der 1976 erschien.“

2015 wurde in Gorzów Wielkopolski Nellys Bank eingeweiht. Nelly Jordan ist der Name, den die Autorin in Kindheitsmuster führt. Siehe auch Christa Wolf#„Christa-Wolf-Denkmal“